# Асија Џебар
Фатима-Зaхра Ималајен (30. јун 1936 — Париз, 6. фебруар 2015), позната под псеудонимом Асија Џебар (арапски: آسيا جبار), била је алжирски романописац, преводилац и филмски стваралац. Већина њених радова бави се препрекама са којима се суочавају жене, а она је позната по свом феминистичком ставу. Она је „често повезивана са покретима женског писања, њени романи су јасно усмерени на стварање генеалогије алжирских жена, а њен политички став је жестоко антипатријархалан колико и антиколонијалан.“ Џебар се сматра једном од најистакнутијих и најутицајнијих књижевница Северне Африке. Изабрана је у Француску академију 16. јуна 2005. године, као прва књижевница из Магреба која је постигла такво признање. За целокупно дело награђена је Међународном наградом Нојштат за књижевност 1996. године. Често је била навођена као кандидаткиња за Нобелову награду за књижевност.

## Рани живот
Фатима-Зaхра Ималајен рођена је 30. јуна 1936. године у Шершелу, Француски Алжир, у породици Тахара Ималхајена и Бахије Сахрави, који су били Бербер. Одрасла је у Шершелу, малом лучком селу близу Алжира у провинцији Ајн Дефла. Њен отац је предавао француски језик у Музавилу, основној школи коју је похађала. Касније је Џебар похађала курански приватни интернат у Блиди, где је била једна од само две девојчице. Студирала је у Колеџу Блида, средњој школи у Алжиру, где је била једина муслиманка у свом разреду. Похађала је Вишу нормалну школу за младе девојке 1955. године, поставши прва Алжирка и муслиманка која се школовала у најелитнијим школама у Француској. Њене студије је прекинуо Алжирски рат, али је касније наставила школовање у Тунису.

## Каријера
Године 1957, изабрала је псеудоним Асија Џебар за објављивање свог првог романа, La Soif (Жеђ). Још једна књига, Les Impatients (Нестрпљивци), уследила је следеће године. Такође 1958. године, она и Ахмед Оулд-Руис су започели брак који ће се на крају завршити разводом. Џебар је предавала на Универзитету у Рабату (1959–1962), а затим на Универзитету у Алжиру где је постављена за шефа катедре за француски.
Године 1962. Џебар се враћа у Алжир и објављује Les Enfants du Nouveau Monde, а након тога, 1967. године, Les Alouettes Naïves. Живела је у Паризу између 1965. и 1974. године пре него што се поново вратила у Алжир. Поново се удала 1980. године за алжирског песника Малека Алулу. Пар је живео у Паризу, где се она бавила истраживањем у Алжирском културном центру.
Године 1997, Џебар је постала директор Центра за француске и франкофоне студије на Државном универзитету Луизијане. Ту позицију је обављала до 2001. године. Године 1985, Џебар је објавила књигу L'Amour, la fantasia (Фантазија: Алжирска кавалкада), у којој „више пута изражава своју амбивалентност према језику, према својој идентификацији као западно образоване алжирске, феминистичке, муслиманске интелектуалке, према својој улози заговорнице алжирских жена, као и жена уопште.“
Године 2005, Џебар је изабрана у најзначајнију француску књижевну институцију, Француску академију, институцију задужену за чување наслеђа француског језика и чији се чланови, познати као „бесмртници“, бирају доживотно. Била је прва списатељица из Северне Африке која је изабрана у организацију, и пета жена која се придружила академији. Џебар је била професор франкофоне књижевности на Универзитету у Њујорку, награђена Сребрном катедром.
Џебар је била позната као глас реформе за ислам широм арапског света, посебно у области залагања за већа права жена.
Преминула је у фебруару 2015. године у 78. години живота у Паризу, у Француској.

## Награде и почасти
- Године 1985. освојила је Награду француско-арапског пријатељства за дело L'Amour la Fantasia.[18]
- Године 1996, Џебар је освојила престижну Међународну награду Нојштат за књижевност за свој допринос светској књижевности.[19]
- Следеће године је освојила награду Маргерит Јурсенар.[20]
- Године 1998. освојила је Међународну награду Палми.[20]
- Године 2000, освојила је Награду за мир немачке књижаре.[20]
- Дана 30. јуна 2017. године, Гугл је посветио дудл романописцу поводом 81. годишњице њеног рођења. Дудл је стигао до свих земаља арапског света.[21]

## Дела
- La Soif – 1957.
- Les impatients – 1958.
- Les Enfants du Nouveau Monde – 1962.
- Les Alouettes naïves – 1967.
- Poèmes pour une algérie heureuse – 1969.
- Rouge l'aube
- Femmes d'Alger dans leur appartement – 1980.
- L'Amour, la fantasia – 1985.
- Ombre sultane – 1987.
- Loin de Médine[22]
- Vaste est la prison – 1995.
- Le blanc de l'Algérie – 1996.
- Oran, langue morte – 1997.
- Les Nuits de Strasbourg – 1997.
- La femme sans sépulture – 2002.
- La disparition de la langue française – 2003.
- Nulle part dans la maison de mon père – 2008.

### Биоскоп
- La Nouba des femmes du Mont Chenoua – 1977.
- La Zerda ou les chants de l'oubli – 1979.[23]